# Bezzia cyrtonotum
Bezzia cyrtonotum är en tvåvingeart som beskrevs av Remm 1974. Bezzia cyrtonotum ingår i släktet Bezzia och familjen svidknott. Inga underarter finns listade i Catalogue of Life.